# Kim Byong-hwa
Kim Byong-hwa (* 16. Mai 1936 in Osaka, Japan; † vor oder am 24. März 2021) war ein nordkoreanischer Dirigent.
Kim wuchs als Zainichi in Japan auf. In Japan ging er in Kōbe auf eine nordkoreanische Schule. Er gehörte zum ersten Absolventenjahrgang der Schule. 1960 ging er zusammen mit seiner japanischen Frau nach Nordkorea und studierte in Pjöngjang Dirigieren an der Universität für Musik und Tanz. Seine Frau nahm einen koreanischen Namen an und wurde Sängerin am Nationaltheater (국립예술극장). 1964 wurde er Dirigent am Nationaltheater, 1969 am Nationalen Sinfonieorchesters Nordkoreas (조선국립교향악단 Chosŏn kungrip kyohyang aktan). Am 18. August 2000 dirigierte er das nordkoreanische Sinfonieorchester in Seoul, beim ersten Auftritt in Südkorea nach dem Koreakrieg. Er war Spezialist für den koreanischen Komponisten Yun I-sang.